# Пегу

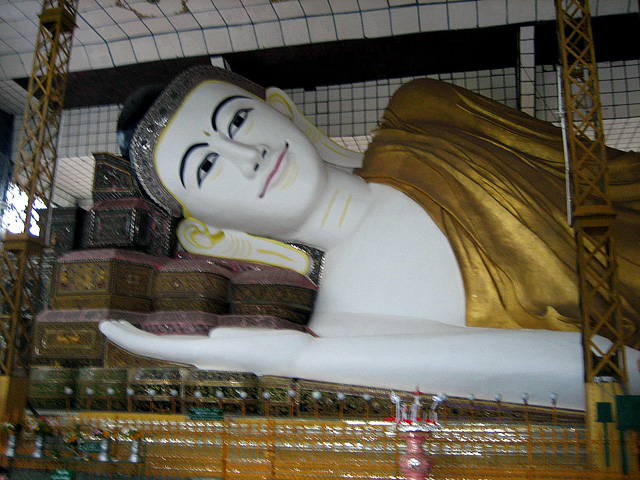
54-метровый лежащий Будда Шветальяун, поставленный в 994 г. королём Мигадепой

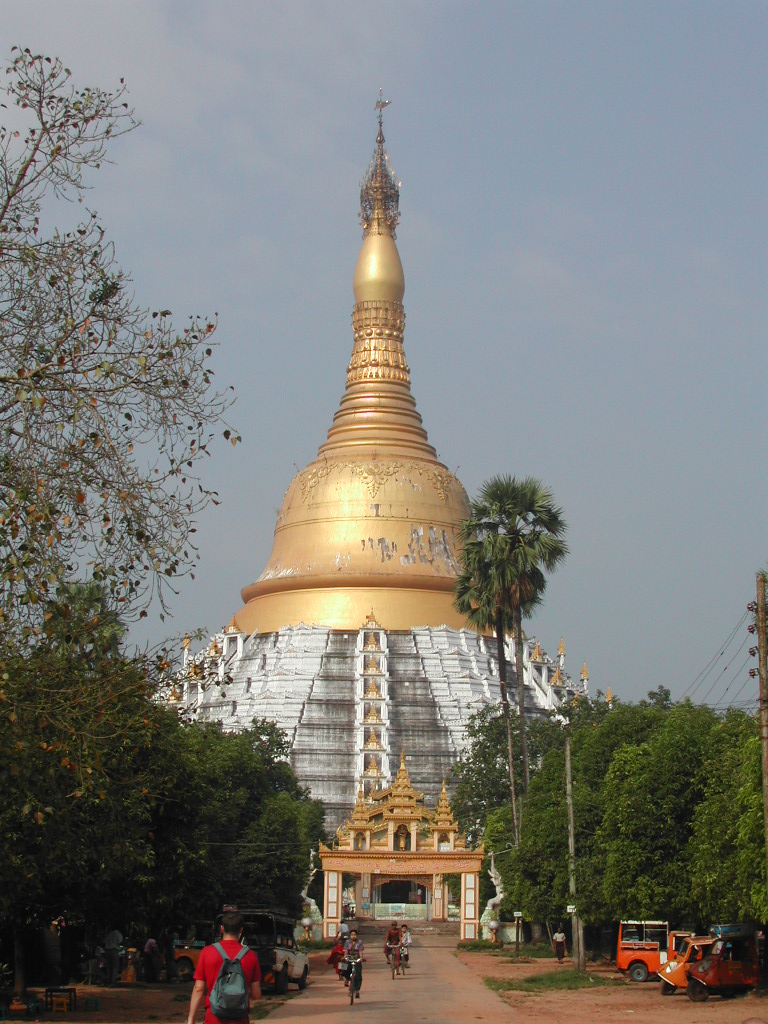
Пагода Махазеди в Пегу

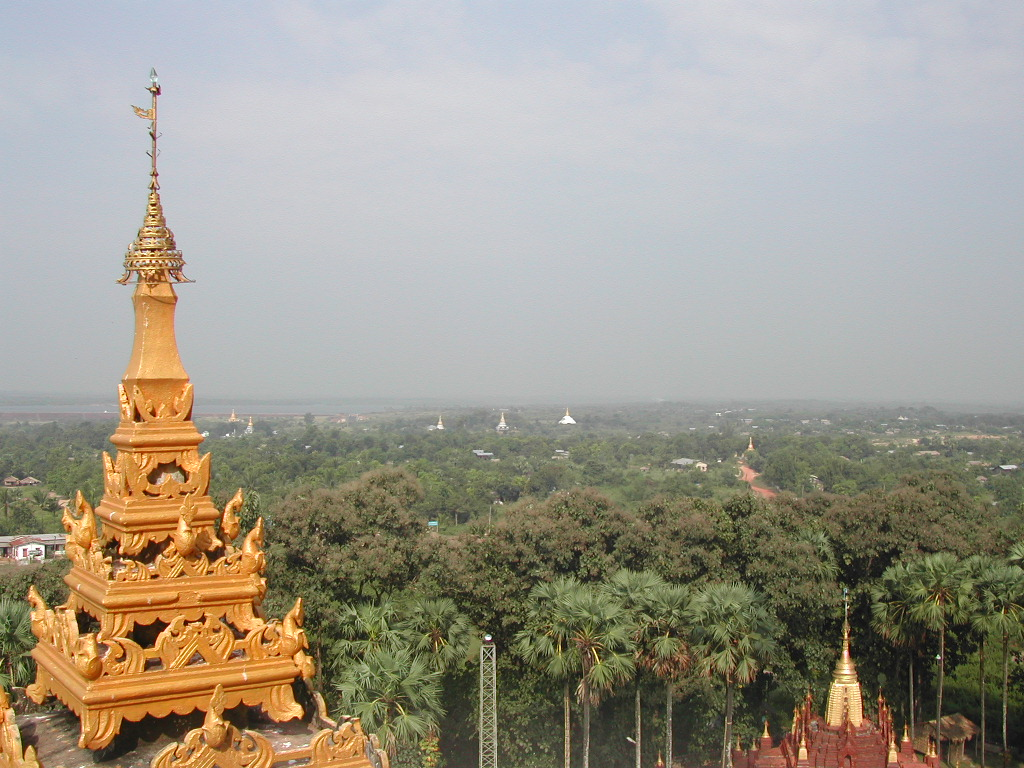
Вид на город с пагоды Махазеди

Пегу (современная транскрипция Баго) — четвёртый по населению город Мьянмы, столица одноимённого округа Пегу. Расположен в 80 км от Янгона. Население 250 000 чел.

## История
По легендам, два монских принца из государства Татон основали город Пегу в 573 году. Они увидели на острове в большом озере гусыню, которая стояла на спине гуся, что было признано благоприятным предзнаменованием. Следуя знамению, они основали город, который был назван Хантавади (пали: Хамсавади). Ранее город стоял на море и был морским портом.
Самое раннее упоминание — в сочинениях арабского географа Ибн-Худадбина около 850 года. В это время столица монов переместилась в Татон. Эта область была занята бирманцами из Пагана в 1056 году. После монгольского нашествия и разгрома Пагана в 1287 году царство Мон снова обрело независимость.
C 1369 по 1539 год Хантавади был столицей монского царства Раманадеса, занимавшего всю Нижнюю Бирму. Область в 1539 году была завоёвана царём Табиншветхи государства Таунгу.
В царстве Таунгу Пегу стал столицей в 1539—1599, а потом снова в 1613—1634 годах, через Пегу проводились вторжения в Сиам. Европейцы нередко посещали порт Пегу, и в европейских источниках отмечают мощь и величие города. В 1634 году столицей стал город Ава. В 1740 году моны восстали. До 1757 года они удерживали независимость, но царь Алаунгпая разгромил монов и полностью разрушил город.
Царь Бодопая (1782—1819) отстроил город заново, но река изменила течение, из-за чего город оказался отрезанным от моря и потерял торговое значение.
В 1852 году англичане аннексировали Пегу (См. Вторая англо-бирманская война). В 1862 году была образована провинция Британская Бирма со столицей в Рангуне.
Город несколько раз разрушался землетрясениями и вновь отстраивался. Крупные землетрясения были в 1912, 1917 и 1930 годах.

## Достопримечательности
Наиболее почитается в Пегу пагода Швемадо, в которой хранятся реликвии Будды. Пагода построена в 825 году и расширена королём Бодампаей. Почитается также пагода Швегуле. Пагода Махазеди XVI века была полностью разрушена землетрясением 1930 года, но потом была отстроена заново. В Пегу находится вторая по величине статуя лежащего Будды — Шветхальяун.
В четырёх километрах к югу от города находится пагода Чьяёкрун. Её построил в 1476 году король Дхаммазеди и поставил в ней четыре большие статуи Будды высотой 30 м по четырём сторонам квадрата, соответствующие Будде Сакьямуни и его предшественникам.